# Лауксаргяйское староство
Лау́ксаргяйское староство (лит. Lauksargių seniūnija) — одно из 8 староств Таурагского района, Таурагского уезда Литвы. Административный центр — деревня Лауксаргяй.

## География
Расположено на западе Литвы, в юго-западной части Таурагского района, в Нижненеманской низменности. В южной части староства расположена северная оконечность Вилкишкяйского кряжа и высшая его точка.
Граничит с Жигайчяйским староством на севере, Таурагским — на северо-востоке и востоке, Вилькишкяйским и Лумпенайским староствами Пагегяйского самоуправления — на юге, Пагегяйским староством Пагегяйского самоуправления — на западе, и Наткишкяйским староством Пагегяйского самоуправления — на северо-западе.

## Население
Лауксаргяйское староство включает в себя 16 деревень.